# Хорн, Тревор
Тревор Чарльз Хорн (англ. Trevor Charles Horn; 15 июля 1949, Хоутон-ле-Спринг, Дарем, Англия) — британский музыкальный продюсер, автор песен и музыкант. Лауреат премии «Грэмми». Выступал в составе групп Buggles, Yes и Art of Noise.

## Биография
Хорн начал музыкальную карьеру с выступлений в конце 1970-х годов в составе музыкального коллектива британской певицы Тины Чарльз. В 1977 году Хорн и клавишник Тины Чарльз Джефф Даунс сформировали группу Buggles. В 1979 году композиция «Video Killed the Radio Star», соавтором которой был Хорн, достигла первого места в британских чартах.
В 1980 году Хорн и Даунс получили приглашение вступить в состав рок-группы Yes, где Хорн стал вокалистом, заменив Джона Андерсона. Хорн принял участие в записи альбома Drama, однако спустя семь месяцев покинул группу, чтобы заняться продюсированием. Он выпустил второй альбом Buggles Adventures in Modern Recording. Хорн продолжил работать с Yes, но уже в качестве сопродюсера их двух следующих студийных альбомов, а также стал одним из основателей Art of Noise.
В начале 1980-х годов Хорн работал с поп-группой Dollar. Затем он выступил продюсером дебютного альбома The Lexicon of Love группы ABC, который занял первые места в музыкальных чартах Британии. Значительным коммерческим успехом Хорна стал выход в 1984 году альбома «Welcome To The Pleasuredome» группы Frankie Goes to Hollywood, композиция «Relax» с альбома стала хитом.
Хорн занимался продюсированием таких исполнителей как Pet Shop Boys, Шер, Грейс Джонс, Seal, Propaganda, Тина Тёрнер, Лиса Стэнсфилд, Том Джонс, Пол Маккартни, Simple Minds, Эрос Рамаццотти, Майк Олдфилд, Марк Алмонд, Шарлотт Чёрч, t.A.T.u., Лиэнн Раймс, Belle & Sebastian. В 1996 году Хорн стал обладателем премии «Грэмми» за второй альбом группы Seal.
11 ноября 2004 года в «Арена Уэмбли» состоялся благотворительный концерт в честь 25-летия творческой деятельности Хорна. На торжественном концерте, организованном благотворительным фондом принца Чарльза Уэльского, выступили исполнители, работавшие в разное время с продюсером. В концерте, в частности, приняла участие российская поп-группа t.A.T.u.